# فرانك وستهايمر
فرانك هنري وستهايمر (15 يناير 1912-14 أبريل 2007) عالم كيمياء أمريكي. درّس في جامعة شيكاغو في الفترة 1936-1954، وفي جامعة هارفرد 1953-1983، حصل على لقب البروفيسور موريس لوب في الكيمياء سنة 1960، وأصبح بروفيسورًا شرفيًا بعد تقاعده سنة 1983. أُطلِقت ميدالية وستهايمر للعلوم تيمنًا به سنة 2002.
عُدّ وستهايمر رائدًا في مجال الكيمياء العضوية-الفيزيائية. طبّق تقنيات فيزيائية على الكيمياء العضوية ودمج المجالين معًا. اكتشف حركة المواد الكيميائية والتفاعلات الإنزيمية، وأحدث تطورًا في النظريات الأساسية.
عمِل وستهايمر مع جون غامبل كيركوود على نظرية بيروم لتحليل الحركة الكهربية-الساكنة لحمض الكاربوكسيل، ومع جوزيف إيدوارد ماير على قياسات الميكانيكا الجزيئية، وبحث مع بيرغت فينزلاند آلية عمل الإنزيمات المُحفزة، وحدد خصائص أكسدة الأحماض الكرومية وتأثير النظائر الحركية.
حصل على الوسام الوطني للعلوم عام 1986 «تكريمًا لإنجازاته الاستثنائية الأصلية العميقة في آليات تفاعل الإنزيمات والمواد العضوية، التي أدت دورًا أساسيًا في قيادة التطورات الحاصلة في معرفة خطوات إكمال تفاعلات الكيمياء والكيمياء الحيوية».

## النشأة والتعليم
وُلد فرانك هنري وستهايمر في 15 يناير 1912، والده هنري وستهايمر (1870-1960) ووالدته كاري سي وستهايمر (1887-1972) في بالتيمور، ماريلاند.
تخرج في كلية دارتموث سنة 1932. حصل على الماجستير من جامعة هارفرد في مجال الكيمياء سنة 1933 والدكتوراة سنة 1935.
قدِم وستهايمر إلى جامعة هارفرد أملًا في كتابة الأبحاث العلمية مع البروفيسور جيمس براينت كونانت. عندما أخبره كونانت أنه لن يستقبل المزيد من الطلاب الجدد، انتظره وستهايمر فترةً طويلة حتى قُبل بوصفه آخر طالب متخرج للبروفيسور. عمِل وستهايمر على مركبات أشباه الكاربزون كما اقترح عليه كونانت. اقترح كونانت أيضًا أن يعمل وستهايمر خلال الصيف مع إلزوف كوروين في جامعة جون هوبكنز. بعد إكمال تجارب مزج عناصر مجموعة البروفرين بمساعدة كوروين، اكتسب وستهايمر الخبرة المطلوبة للعمل في المختبر العلمي.
عام 1933، أصبح كونانت عميدًا لجامعة هارفرد وتوقف عن إجراء البحوث. مع ذلك استمر تأثير كونانت في وستهايمر بعد عملهما معًا، أثارت الرغبة «في إنجاز الأمور المهمة» إعجاب وستهايمر.
حصل وستهايمر على شهادة الدكتوراه تحت إشراف إي بي كولر. رغم وصف وستهايمر لصف كولر الخاص بالكيمياء العضوية بالمدهش، أعطى كولر القليل من التوجيهات أو الإفادات لبحث الدكتوراه الخاص بوستهايمر، الذي كانت غالبيته من كتابته بنفسه. تلميذ كولر الآخر، ماكس تيشلير، توسع في شرح بعض أجزاء بحث وستهايمر، ما أدى إلى نشرهما بحث مشترك عن مشتقات مركب الفورانول.
خلال عامي 1935 و1936، وبوصفه زميلًا في المجلس الدولي للأبحاث، عمل وستهايمر مع عالم الكيمياء الفيزيائية لويس بي هاميت في جامعة كولومبيا. يُعد هاميت مؤسسًا لمجال الكيمياء العضوية-الفيزيائية.

## المهنة
درّس وستهايمر في جامعة شيكاغو في الفترة 1936-1954، وفي جامعة هارفرد 1953-1983. عمل رئيسًا لقسم الكيمياء في جامعة هارفرد 1959-1962. حصل على لقب البروفيسور موريس لوب في الكيمياء في جامعة هارفرد 1960. تقاعد من التدريس ليصبح بروفيسور شرفيًا سنة 1983، وتقاعد من كتابة الأبحاث سنة 1988.

### جامعة شيكاغو
كان مشروع وستهايمر الأكاديمي الأول بحثًا جمعه بنفسه في جامعة شيكاغو عامي 1936 و1937. أصبح مُدرسًا عام 1937 وبروفيسورًا عام 1948. خلال عمله مُحاضرًا في الكيمياء ألقى سلسلة من المحاضرات عن الكيمياء العضوية-الفيزيائية التي دُرست لأول مرة بالجامعة.
خلال السنة الثانية لوستهايمر في جامعة شيكاغو، درّس جون غامبل كيركوود هناك أيضًا. عمل وستهايمر مع كيركوود على عدة مشكلات في الكيمياء العضوية منها الشحنات الكهربية الساكنة. ربط وستهايمر الشحنات الكهربية الساكنة بتأثيرها في خصائص المركبات العضوية. نشر وستهايمر وكيركوود 4 أبحاث تقليدية لتطوير الأفكار الأساسية في علم الإنزيمات حول نظرية تأثير الشحنات الكهربية الساكنة للبدائل في تفكيك ثوابت الأحماض العضوية.
أحدثا تطورًا في نظرية بيروم لتحليل الكهربية الساكنة لحوامض الكربوكسيل. إن نموذج كيركوورد-وستهايمر لكرة مجوّفة يتوافق مع دراسة نيلز بيروم للأحماض البسيطة ودراسة أرنولد يوكن على الأحماض البديلة ثنائية القطب، التي تنص على إمكانية وجودها معًا ماديًا. تطلب شرح أفكارهم واختبارها 40 عامًا من الدراسة مع تطور أجهزة الحاسوب.
في الفترة 1943-1945، عمِل وستهايمر مع لجنة الدفاع الوطنية للأبحاث. أشرف على قسم الأبحاث المُختبرية للمواد المتفجرة في بروستن، بنسلفانيا. أجرى أبحاثه حول حامض النتريك، واكتشف وظيفة جديدة لحامضية تفاعلات النترتة. ترددّ في مناقشة أبحاثه حول سلسلة ثلاثي فينيل الكربونيل مع بقية علماء الكيمياء الفيزيائية بسبب مطالب المشروع السرية. نشر فيما بعد باحثون آخرون مثل كريستوفر إنغولد الذي يُعد أول من نشر أبحاثه في المنطقة.
تأثر وستهايمر أيضًا بالأبحاث المتعلقة بالميكانيكا الإحصائية، التي نشرها جوزيف إدوارد ماير وماريا غوبرت ماير، اللذان انتقلا إلى جامعة شيكاغو عام 1945. طبّق وستهايمر مبادئ الميكانيكا الإحصائية على بنية الجزيئات العضوية، لفهم عملية تشكل الجزيئات من الذرات فهمًا أفضل. استشار وستهايمر ماير للمرة الأولى حول تطبيق تقنيات الميكانيكا الإحصائية على عملية ترازم ثنائي الفينيل النشط. أنجز حساباته بأكملها بنفسه يدويًا. أصبح البحث نموذجًا لدراسات العناصر الأُخرى وعُدّ مصدرًا أساسيًا. توجد تطبيقات عديدة لمجال الكيمياء الجزيئية حاليًا.
سنة 1943، بدء وستهايمر نشر أبحاثه حول آليات أكسدة حامض الكروميك، ونشر «المراجعة المُتقنة» للمجال عام 1949.
سنة 1950، تناولت عالمة الكيمياء الحيوية بيرغت فينزلاند مع هارفي فيشر مشروعًا يتضمن وجود النظائر في التفاعلات الإنزيمية. طورّت فينزلاند المشروع ليضم دراسة مصير ذرات الهيدروجين بعد عملية انتزاعها من الكحول. كانت نتائج بحثهما محيّرة إذ وجدا أن ذرة الهيدروجين المرتبطة بذرة الكربون الأولى في مركب الإيثانول تتفاعل تفاعلًا فريدًا في وجود الإنزيم. انضم وستهايمر للمشروع وساهم في تطوير تفسير اعتمد على فكرة التقابل غير الضوئي لتوضيح أن الإنزيمات النازعة للهيدروجين من الكحول تزيل ذرة الهيدروجين لتمكّن الجسم من هضم الكحول. نشر الباحثان بحثين تقليديين سنة 1953: «الدليل الأول في التمييز الإنزيمي بين ذرتي هيدروجين متقابلتين في مثيل كاربون جزيئة الإيثانول». إن الظاهرة التي كتبوا عنها لم تحصل على اسم «التناظر غير الضوئي» إلا في وقت لاحق. أجرى وستهايمر تجارب إضافية لإثبات صحة توقعهم الأول وإنشاء الصفة اليدوية للإنزيمات على أساس النظائر. كان هذا البحث أساسًا لفهم التناظر وعلاقات التناظر الضوئي وغير الضوئي بين المجاميع الجزيئية. سنة 2006، حصل الجزء الأول من البحث الذي يعود لعام 1953 على جائزة الاقتباس للإنجاز الكيميائي من الجمعية الأمريكية للكيمياء.